# Леви, Карло
Грациадио Карло Леви (ит. Graziadio Carlo Levi; 29 ноября 1902, Турин — 4 января 1975, Рим) — итальянский писатель, художник и политический деятель еврейского происхождения. Один из создателей нового фронта искусств. 

## Жизнь и творчество
Карло Леви родился в обеспеченной, в значительной степени ассимилированной еврейской семье. Родителями его были Эрколе Леви и Аннетта Тревес, сестра социалистического лидера Клаудио Тревеса. В 1917 году молодой человек поступает на медицинский факультет Туринского университета и в 1924 году получает диплом врача и до 1928 года работает врачом-ассистентом в одной из туринских больниц. Однако, предпочтя врачебной карьере занятия живописью и политической деятельностью, К.Леви вступает в созданную Пьеро Гобетти группу «Либеральная революция» (Rivoluzione liberale), затем некоторое время живёт в Париже. В 1929 году принимает участие в выставке 6 туринских художников (Sei pittori di Torino).
В 1929 году совместно с Карло и Нелло Росселли Леви создаёт антифашистскую группу «Справедливость и свобода» (Giustizia e Libertà). Весной 1934 года он арестовывается фашистскими властями Италии и содержится в течение 2 месяцев в Риме в заключении. В мае 1935 года его отправляют в ссылку в южно-итальянский регион Лукания (ныне Базиликата). Некоторое время Леви живёт в городке Грассано, а с сентября 1935 по май 1936 года — в селении Алиано. Здесь он, учитывая нищенское положение большинства крестьян, бесплатно практикует как врач — пока это ему не запрещают власти провинции. В дальнейшем Леви вынужден был заниматься врачебной деятельностью негласно. В Алиано он много рисует — как портреты, так и местные пейзажи, а также занимается фольклорными изысканиями, собирает описания местных обычаев, верований и суеверий.
В 1936 году Леви освобождают по амнистии, объявленной в связи со взятием итальянскими войсками Аддис-Абебы. Он уезжает в Париж и оттуда руководит действиями группы «Справедливость и свобода», а в 1941 году возвращается в Италию, однако во Флоренции его хватают и сажают в тюрьму. Освобождение приходит лишь после ареста Б.Муссолини. Он останавливается во флорентийском дворце Питти и в 1943—1944 годах пишет там свою знаменитую автобиографическую книгу «Христос остановился в Эболи» (Cristo si è fermato a Eboli), опубликованную в 1945 году и затем переведённую на 37 языков, в которой излагает события, пережитые им во время ссылки в Алиано.
После окончания Второй мировой войны Леви живёт в Риме, где издаёт журнал «Свободная Италия» (Italia libera). Он много занимается живописью (картины его выставляются в различных странах Европы и в США) и писательским творчеством.
В 1956 году Леви совершает поездку в СССР, которую описывает в своей книге «У будущего сердце — в прошедшем» (Il futuro ha un cuore antico). В 1959 он путешествует по Германии, после чего издаёт весьма критическую книгу La doppia notte dei tigli. О своих трёх поездках по Сицилии писатель пишет в книге «Слова как камни» (Le parole sono pietre). Наиболее значительными сочинениями Леви (после «Христос остановился в Эболи») являются «Страх свободы» (Paura della libertà, 1946) и роман «Часы» (L’orologio, 1950). Первоначально его роман «Христос остановился в Эболи», описывавший ужасные условия жизни бедняков в годы фашизма, был встречен в южной Италии с неодобрением. Однако ныне она является в Алиано обязательной для школьного обучения, а сам городок с 1990-х объявлен Parco Letterario Carlo Levi (Литературным парком Карло Леви).
Как художник Леви отвергал как абстракционизм, так и тезис «чистого искусства». В ранний период своего творчества находился под влиянием французских импрессионистов. Позднее он искал свой путь в реалистической живописи и нашёл его во время пребывания в ссылке в Алиано. Он выражается, в первую очередь, в его портретах местных крестьян и неприкрашенных пейзажах выжженных южным солнцем полей.
В последние годы жизни Леви ослеп, однако продолжал заниматься литературной деятельностью (книга Quaderno a cancelli, изд. 1979) и писать картины. Скончался в одном из римских госпиталей от пневмонии. Согласно завещанию, был похоронен на сельском кладбище в Алиано.
В 1963 году Леви был избран кандидатом от Итальянской коммунистической партии в итальянский Сенат. Представлял в сенате Италии ИКП до 1972 года.
В 1979 году кинорежиссёром Франческо Рози был снят художественный фильм «Христос остановился в Эболи» по одноимённому роману Карло Леви с Джаном Мария Волонте в главной роли.

## Литературные труды
- Христос остановился в Эболи (Cristo si è fermato a Eboli, Torino, Einaudi, 1945).
- Страх свободы (Paura della libertà, Torino, Einaudi, 1946).
- Крик Земли (Il grido della terra, сценарий совместно с Алессандро Ферсеном, Льюисом Ф. Гиттлером и Джорджо Проспери, 1949).
- Часы (L’orologio, Torino, Einaudi, 1950).
- Слова — это камни. Три дня на Сицилии (Le parole sono pietre. Tre giornate in Sicilia, Torino, Einaudi, 1955. Премия Виареджо).
- У будущего — древнее сердце. Путешествие в Советский Союз (Il futuro ha un cuore antico. Viaggio nell’Unione Sovietica, Torino, Einaudi, 1956).
- Двойная ночь липы (La doppia notte dei tigli, Torino, Einaudi, 1959).
- Лицо, которое нам напоминает. Портрет Италии (Un volto che ci somiglia. Ritratto dell’Italia, Torino Einaudi, 1960).
- Весь мёд закончился (Tutto il miele è finito, Torino, Einaudi, 1964).
- Мужество мифов. Современные записки (Coraggio dei miti. Scritti contemporanei. 1922—1974, Bari, De Donato, 1975).
- Юг Италии, эмиграция, обновление. Статьи и речи в Сенате и в Filef (Mezzogiorno, emigrazione, rinnovamento. Scritti e discorsi nel senato e nella Filef, Roma, Federazione Italiana Lavoratori emigrati e famiglia, 1975).
- Край пустыни. Неизданное (La soglia del deserto. Un inedito, в «Il calendario del popolo», A. 31, n. 363, gennaio 1975).
- Quaderno a cancelli, Torino, Einaudi, 1979.
- Лес Евы (Bosco di Eva. Poesie inedite 1931—1972, Roma, Mancosu, 1993).
- Тысяча отечеств. Люди, события, земли Италии (Le mille patrie. Uomini, fatti, paesi d’Italia, Roma, Donzelli, 2000. ISBN 88-7989-575-3).
- Неизданный Карло Леви: с 40 трудами периода слепоты (Carlo Levi inedito: con 40 disegni della cecità, Milazzo, Spes, 2002. Под редакцией Донато Спердуто).
- Беглый Рим. Город и его окрестности (Roma fuggitiva. Una città e i suoi dintorni, Roma, Donzelli, 2002. ISBN 88-7989-695-4).